# Eupithecia delozona
Eupithecia delozona är en fjärilsart som beskrevs av Louis Beethoven Prout 1926. Eupithecia delozona ingår i släktet Eupithecia och familjen mätare. Inga underarter finns listade i Catalogue of Life.